# Badis ben Hilal
Badis ben Hilal, bereber de la dinastía Zenata, fue el segundo rey de la Taifa de Ronda al ocupar el trono entre 1053 y 1058. 
Se apropió del trono de la taifa rondeña cuando Al-Mutadid, rey de la taifa de Sevilla, encarceló a su padre, el rey Abu Nur Hilal, junto a los reyes de las taifas de Morón y Arcos.
Su reinado fue despótico y, en 1058, cuando su padre fue liberado fue ejecutado por orden de este que volvió a ocupar el trono. 
| Predecesor: Abu Nur Hilal | Reyes taifas de Ronda 1053-1058 | Sucesor: Abu Nur Hilal |